# Тимофеев, Николай Николаевич (ботаник)
Никола́й Никола́евич Тимофе́ев (2 (14) ноября 1889, Москва, Московская губерния, Российская империя — 2 июня 1969, Москва, СССР) — советский учёный-растениевод, биолог и селекционер, профессор (1946), кавалер ордена Ленина (1951).

## Биография
Родился 2 (14) ноября 1889 года в Москве в семье рабочего. В 1909 году окончил коммерческую школу, после чего поступил на естественное отделение физико-математического факультета Московского университета, и окончив его в 1914 году, получил специальность «педагог по естествознанию». В 1916 году поступил на агрономический факультет Петровской сельскохозяйственной академии (ныне Российский государственный аграрный университет — МСХА имени К. А. Тимирязева), но, не доучившись, был призван в армию и отправился на фронта Первой Мировой войны. После демобилизации в 1918 году был вновь принят в Петровскую сельскохозяйственную академию, окончил её в 1922 году (ученик С. И. Жегалова) по специальности «агроном по плодоовощеводству», и был оставлен практикантом на опытной станции садово-огородного семеноводства.
В 1923 году становится ассистентом кафедры садово-огородного семеноводства, читал курсы лекций по декоративному садоводству, генетике, дендрологии, цветоводству, селекции овощных культур. В 1924—1929 годах был ответственным за парниково-оранжерейное хозяйство академии, параллельно читал курс «Селекция полевых культур» в МГУ, в 1925—1926 годах проводил исследования в отделе акклиматизации и натурализации Института прикладной ботаники и новых культур (ныне институт Растениеводства). В 1929—1936 годах возглавлял исследования по гибридизации и изучению биологии растений на Грибовской овощной селекционной опытной станции (ныне Федеральный научный центр овощеводства). В 1930—1969 годах работал заведующим кафедрой садово-огородного семеноводства, в 1949 возглавил также кафедру декоративного цветоводства и озеленения.

## Научная деятельность
Сфера научных интересов — онтогенез и изменчивость признаков растений, поиск корреляций между хозяйственно ценными признаками овощных растений, особенностей их проявления в онтогенезе в зависимости от длины вегетационного периода и влияния факторов внешней среды. Результаты его научно-исследовательской работы легли в основу первого учебника для сельскохозяйственных вузов «Селекция и семеноводство овощных культур» (1960, соавторы А. А. Волкова, С. Т. Чижов).
В конце 1920-х годов занимался восстановлением утраченных в период Великой Отечественной войны латинских названий видов древесных растений, посаженных в Дендрологическом саду академии, и во время работы, наблюдая за разными видами туи, заметил, что у некоторых видов развитие идет различными темпами, и неотения также выражена неоднородно. На основе этого Тимофеев предложил теорию о внутривидовой изменчивости, которая впоследствии подтвердилась и стала основой разработанной им теории онтотипов, согласно которой внутривидовая изменчивость
количественных признаков метамерных и одиночных органов следует принципу: каждый из внутривидовых таксонов (у культивируемых растений — сорт) по уровню развития признаков органов относится к специфичному для него этапу онтогенеза, характерного для данного вида или культуры, то есть каждый таксон является определённым онтотипом. Онтотипы со свойствами начальных этапов общего онтогенеза позднеспелые, с промежуточными — среднеспелые, с признаками последних этапов — скороспелые.
Научный руководитель ряда докторантов (М. А. Панов, И. П. Игнатьева, В. А. Комиссаров, Л. Л. Еременко, Г. И. Тараканов (академик ВАСХНИЛ) и др.). В 1951 году удостоен ордена Ленина «За успехи в развитии науки и подготовке квалифицированных кадров агрономов-плодоовощеводов». Основанная в 1992 году селекционная станция при Сельскохозяйственной академии им. К. А. Тимирязева носит имя Н. Н. Тимофеева.
Умер в 1969 году. Похоронен на Введенском кладбище.

## Награды
- Орден Ленина
- Медаль «За трудовое отличие» (06.12.1940) — «в ознаменование 75-летнего юбилея Московской ордена Ленина Сельскохозяйственной Академии имени К. А. Тимирязева, за выдающиеся заслуги в деле развития сельскохозяйственных наук и подготовки высококвалифицированных специалистов сельского хозяйства»